# Pseudozonitis longicornis
Pseudozonitis longicornis är en skalbaggsart som först beskrevs av Horn 1870.  Pseudozonitis longicornis ingår i släktet Pseudozonitis och familjen oljebaggar. Inga underarter finns listade i Catalogue of Life.